# Muss-, Soll- und Kann-Vorschrift
Bei Muss-, Soll- und Kann-Vorschriften (auch: -Bestimmungen) handelt es sich um Rechtsnormen, die unterschiedliche Grade an Befolgungsanspruch bezeichnen, die Normgeber mit ihren Normen verbinden.

## Allgemeines
Der Gesetzgeber oder die Exekutive formuliert Rechtsnormen (unter anderem Erlasse, Gesetze, öffentliche Satzungen, Richtlinien, Verfassungen, Verfügungen, Verordnungen) sprachlich so, dass sie die Normadressaten zu einem bestimmten Handeln, Unterlassen oder Dulden zwingen (Mussvorschrift), oder ihnen die Regel vorgeben, von der sie abweichen dürfen (Sollvorschrift) oder eine völlig unverbindliche Norm (Kannvorschrift) erlassen. Die Ausdrücke „muss“, „soll“ und „kann“ sind Fachausdrücke, sodass es auf deren spezifische juristische Bedeutung ankommt und nicht auf deren umgangssprachliche Bedeutung. Bei der Gesetzgebung ist unter anderem das Kriterium der Effektivität zu beachten, ob gesetzliche Bestimmungen überhaupt befolgt und angewendet werden. Je nach Normtyp oder Norminhalt geht es darum, den Befolgungsgrad einer Vorschrift (auch eines Verbots oder eines Gebots) zu eruieren. Ist das Verhalten aller Normadressaten auf die Rechtsnorm zurückzuführen, besteht ein Befolgungsgrad von 100 %, was im Idealfall bei Mussvorschriften zu erwarten ist.

## Muss-Vorschrift
Eine Muss-Vorschrift ist eine Vorschrift, die in jedem Fall eingehalten werden muss, die also kein Ermessen einräumt. In diesem Fall liegt stets eine gebundene Entscheidung vor.
Beispiel§ 4 Abs. 1 GastG: „Die Erlaubnis ist zu versagen, wenn […]“.

## Soll-Vorschrift
Allgemeines
Eine Soll-Vorschrift ist eine mehr oder minder eindringliche Empfehlung eines Normgebers. In der Regel richtet sie sich an eine Behörde, sie kann aber auch an Private gerichtet sein. Sie schreibt ein Tun oder Unterlassen zwar für den Regelfall, aber nicht zwingend vor, räumt also nur ein „begrenztes Ermessen“ ein. Das präzisierte das Bundesverwaltungsgericht in letzter Instanz: „... in der Rechtsprechung des Bundesverwaltungsgerichts ist geklärt, dass ‚Soll‘-Vorschriften im Regelfall für die mit ihrer Durchführung betraute Behörde rechtlich zwingend sind und sie verpflichten, so zu verfahren, wie es im Gesetz bestimmt ist. Nur bei Vorliegen von Umständen, die den Fall als atypisch erscheinen lassen, darf die Behörde anders verfahren als im Gesetz vorgesehen und den atypischen Fall nach pflichtgemäßem Ermessen entscheiden (Urteile vom 2. Juli 1992 - BVerwG 5 C 39.90 - BVerwGE 90, 275 <278> und vom 12. Februar 1991 - BVerwG 1 C 4.89 - BVerwGE 88, 1 <8 >; jeweils m.w.N.).“ Dieser Ausnahmefall muss nachvollziehbar begründet werden und muss ggf. einer gerichtlichen Überprüfung standhalten. 
Für Behörden läuft eine Soll-Vorschrift deshalb regelmäßig auf eine Muss-Vorschrift hinaus. Für ein Rechtsbegehren kann eine „Soll-Vorschrift“ ausdrücken, dass die Rechtsfolge eines Verstoßes weniger schwerwiegend ist.
Abgrenzung
Zur Abgrenzung zu den Muss-Vorschriften und den Kann-Bestimmungen eignet sich der Merksatz: „Das ‚soll‘ ist näher am ‚muss‘ als am ‚kann‘.“ Sie muss außerdem vom intendierten Ermessen abgegrenzt werden.
Beispiele
§ 36 Abs. 1 Satz 2 SGB XII: „Sie sollen übernommen werden, wenn dies gerechtfertigt und notwendig ist und sonst Wohnungslosigkeit einzutreten droht.“
§ 1 Autobahn-Richtgeschwindigkeits-Verordnung: „Den Führern von Personenkraftwagen […] wird empfohlen, […] nicht schneller als 130 km/h zu fahren.“

## Kann-Bestimmung
Allgemeines
Eine Kann-Bestimmung ist keine Vorschrift im strengen Sinne, sondern eine Bestimmung, „nach der im Einzelfall verfahren werden kann, aber nicht verfahren werden muss“, also eher eine Art Ermächtigung als eine Vorschrift. Der Ausdruck „Kann-Vorschrift“ sollte daher vermieden werden. Eine Kann-Formulierung bedeutet nach manchmal vertretener Ansicht, dass freies Ermessen bei der Rechtsanwendung gewährt wird, wobei aber die gewöhnlichen Ermessensgrenzen und Ermessenssonderfälle gelten.
Abgrenzung
Jedenfalls gewährt eine Kann-Bestimmung aber einen größeren Ermessensspielraum als eine Soll-Vorschrift.
Beispiel§ 16 Abs. 3 Satz 1 Handwerksordnung: „Wird der selbständige Betrieb eines zulassungspflichtigen Handwerks als stehendes Gewerbe entgegen den Vorschriften dieses Gesetzes ausgeübt, so kann die nach Landesrecht zuständige Behörde die Fortsetzung des Betriebs untersagen.“

## Gesetzessprache
Ob es sich um eine Muss-, Soll- oder Kann-Vorschrift handelt, kann der Leser an der Gesetzessprache erkennen. Sprachlich ist bei Mussvorschriften von „muss“, „Pflicht“, „Rechtspflicht“, „hat zu erfüllen“, „verpflichtet“ oder „darf nicht/kann nicht“ (negative Mussvorschrift) die Rede. Mussvorschriften sind eine zwingende Anordnung, von der nicht abgewichen werden darf. Eine Verletzung von Mussvorschriften führt im Zivilrecht zur Nichtigkeit des erstrebten Rechtserfolgs, im Strafrecht zur Strafbarkeit.
Sollvorschriften enthalten die Formulierung „soll“. Jedoch nicht immer darf bei diesen Formulierungen davon ausgegangen werden, dass es sich um Sollvorschriften handelt. So sieht beispielsweise § 6 GBO vor, dass ein Grundstück nur dann einem anderen Grundstück als Bestandteil zugeschrieben werden soll, wenn hiervon Verwirrung nicht zu besorgen ist. Bei Verwaltungsvorschriften wie dieser wird häufig das Wort „soll“ benutzt, obwohl das Grundbuchamt in diesem Falle zur Zuschreibung verpflichtet ist. Auch in der ZPO ist anerkannt, dass Sollvorschriften (wie etwa § 141 Abs. 1 ZPO) zwingend zu befolgen sind. Eine Sollvorschrift verlangt keinen geringeren Gehorsam als eine Mussvorschrift; aber die Rechtsfolge eines Verstoßes wiegt weniger schwer. Der Verstoß gegen eine Sollvorschrift im BGB bringt geringere Nachteile oder Erfordernisse mit sich (siehe etwa § 2247 BGB zum eigenhändigen Testament).
Kannvorschriften enthalten die Formulierungen „kann“, „darf“ oder „braucht nicht“ (negative Kannvorschrift). „Dürfen“ enthält eine bloße Erlaubnis, die andernfalls nicht besteht. Die vom Gesetzgeber genutzten typischen Formulierungen erlauben nicht immer eine eindeutige Bestimmung des Ermessensspielraums in einer Kannvorschrift. So wird beispielsweise das „kann“ in § 16 Abs. 3 Satz 1 HwO dahingehend verstanden, dass bei Vorliegen der tatbestandlichen Voraussetzungen im Regelfall eine Ermessensreduzierung auf Null vorliegt, was mit dem Zweck der Ermächtigung begründet wird. Soweit keine besonderen Umstände vorliegen, ist die Betriebsuntersagung dann die einzig sachgerechte Ermessensentscheidung.

## Praktische Konsequenzen
Welche der drei Formen vorliegt, kann für die Praxis erhebliche Konsequenzen haben. Bei einer Muss-Vorschrift hat der Bürger beispielsweise einen Anspruch auf eine behördliche Erlaubnis, wenn die gesetzlichen Tatbestandsvoraussetzungen erfüllt sind. Bei einer Kann-Vorschrift kann die Behörde ihr Ermessen dahingehend ausüben, dass sie die Erlaubnis versagt.
Praktisches Beispiel
Nach § 17 Kündigungsschutzgesetz (KSchG) muss der Arbeitgeber vor einer Massenentlassung eine Anzeige gegenüber der Agentur für Arbeit erstatten. § 17 Abs. 2 und Abs. 3 KSchG nennt die Angaben, die in der Anzeige zwingend enthalten sein müssen. In § 17 Abs. 3 S. 5 KSchG heißt es: „In der Anzeige sollen ferner [im Einzelnen genannte] Angaben gemacht werden.“ Das Hessische Landesarbeitsgericht (17. 117 ff.) interpretiert diese Soll-Vorschrift als Muss-Vorschrift, mit erheblichen Konsequenzen: Ohne diese Angaben sind danach die Kündigungen unwirksam.